# Bornheim, Südliche Weinstraße
Bornheim là một đô thị thuộc huyện Südliche Weinstraße, bang Rheinland-Pfalz, Đức. Đô thị này có diện tích 3,55 km², dân số thời điểm 31 tháng 12 năm 2006 là 1262 người.